# Kokkosaari (ö i Lappland, Tunturi-Lappi, lat 68,53, long 22,24)
Kokkosaari är en ö i Finland. Den ligger i Lätäseno och i kommunen Enontekis i den ekonomiska regionen  Fjäll-Lappland  och landskapet Lappland, i den norra delen av landet, 900 km norr om huvudstaden Helsingfors. Öns area är 2,05 kvadratkilometer och dess största längd är 3,1 kilometer i sydöst-nordvästlig riktning.